# 1930 en science-fiction
| Années de la science-fiction : 1927 - 1928 - 1929 - 1930 - 1931 - 1932 - 1933    |
| Décennies de la science-fiction : 1900 - 1910 - 1920 - 1930 - 1940 - 1950 - 1960 |

L'année 1930 est marquée, en matière de science-fiction, par les événements suivants.

## Naissances et décès

### Naissances
- date inconnue : Donald Malcolm, écrivain écossais, mort en 2013.
- 29 janvier : R. F. Lucchetti, écrivain brésilien, mort en 2024.
- 3 juin : Marion Zimmer Bradley, écrivain américaine, morte en 1999.
- 19 août : David Guy Compton, écrivain britannique, mort en 2023.
- 15 novembre : J. G. Ballard, écrivain britannique, mort en 2009.

### Décès
- 21 septembre : Elizabeth Burgoyne Corbett, écrivaine britannique, née en 1846, morte à 84 ans.
- 3 juillet : Mary E. Bradley Lane, écrivaine américaine, née en 1844, morte à 85 ans.

## Événements
- Création du magazine américain Astounding Stories of Super-Science, qui prendra ultérieurement le titre d'Analog Science Fiction and Fact ; le magazine est encore édité de nos jours.

## Prix
La plupart des prix littéraires de science-fiction actuellement connus n'existaient alors pas.

## Parutions littéraires

### Romans
- Les Derniers et les Premiers par Olaf Stapledon.
- Tarzan au cœur de la Terre par Edgar Rice Burroughs.
- Utopolis par Werner Illing.

## Sorties audiovisuelles

### Films
- Alraune par Richard Oswald.
- L'Amour en l'an 2000 par David Butler.
- The Voice from the Sky par Ben F. Wilson.